# Kościół św. Katarzyny w Tenczynku

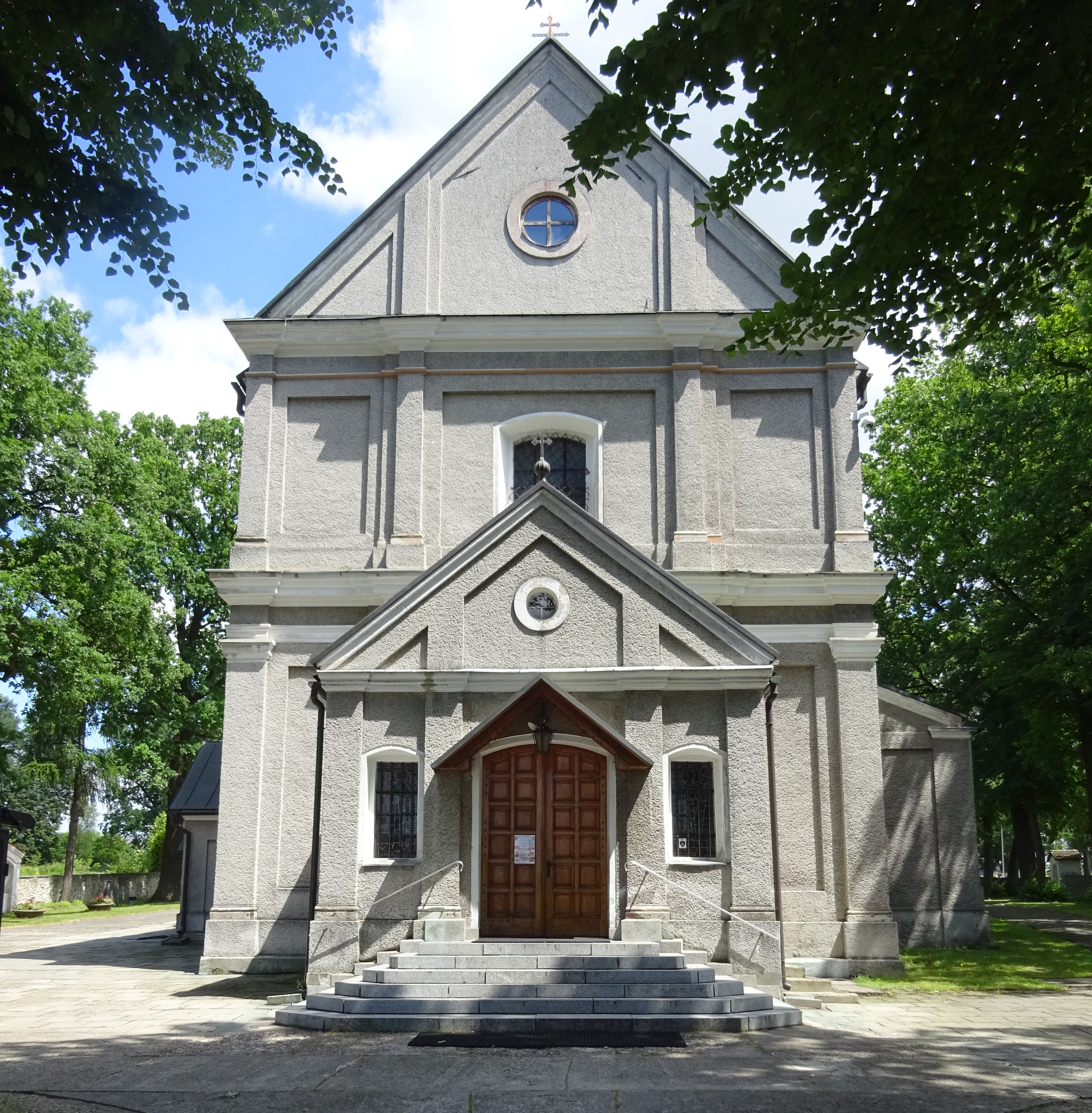
Fasada kościoła

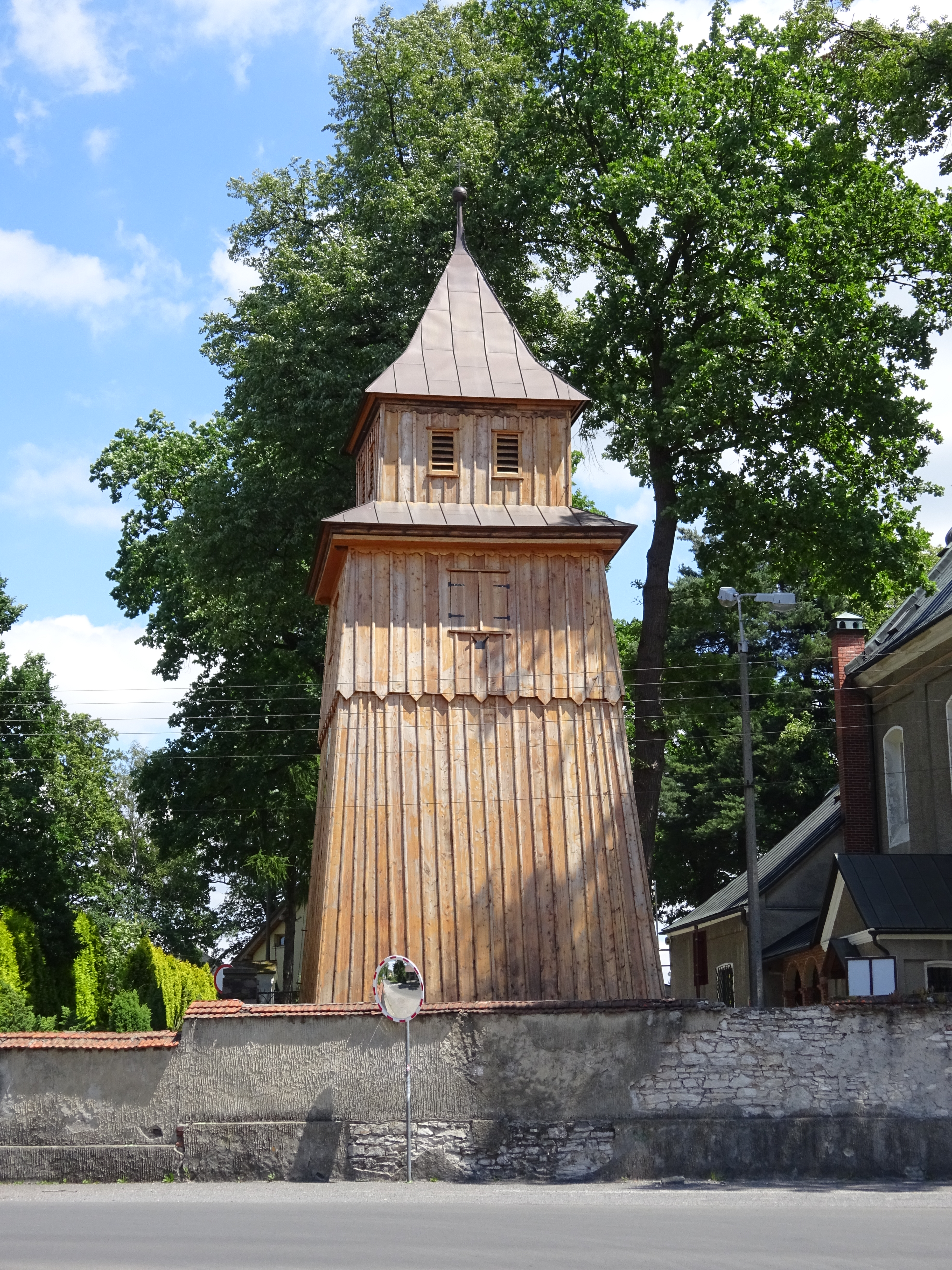
Dzwonnica przy kościele św. Katarzyny w Tenczynku z XVIII wieku, po remoncie

Kościół św. Katarzyny w Tenczynku – murowany kościół miejscowej parafii rzymskokatolickiej obejmującej wsie Tenczynek i Rudno, położony na niewielkim wzniesieniu Górka Sieradzka w Tenczynku. Jego patronką jest św. Katarzyna Aleksandryjska z Egiptu.

## Historia
Można przypuszczać, że równocześnie z lokacją wsi Tenczynek zaczął powstawać mały, drewniany kościółek, który od 1325 roku (Crencin), a bardziej prawdopodobne od 1335 (Tanssin) roku, jako parafialny, odprowadzał świętopietrze w wymiarze 2 skojców. Jan Długosz w swoim dziele dotyczącym dziejów Polski, pod rokiem 1410 wymienia wieś Tęczyn Mały oraz parafię i kościół. Najstarsze wzmianki o kościele pochodzą z 1598, a autorem był biskup krakowski, kardynał Jerzy Radziwiłł. Z opisu wynika, że kościół był drewniany i posiadał trzy ołtarze. W 1728 roku rozpoczęto nowego murowanego kościoła, spełniając złożone przez ks. Krzysztofa Świąteckiego przyrzeczenie za ocalenie proboszcza i parafii podczas zarazy w 1710 roku. Kościół zastąpił dawny drewniany  kościółek. W ciągu kolejnych lat wykonano posadzkę z cegły, dobudowano stalle i drewniany chór, pojawiły się również nowe konfesjonały i ambona. Na koniec prac w 1748 kościół powiększył się o kaplicę z kryptą i zakrystię, a dach został pokryty gontem. W tym też roku kościół został konsekrowany. Tuż obok wybudowana została dzwonnica, z dwoma dzwonami, a całość otoczono murem. Świątynię konsekrował 6 sierpnia 1748 sufragan krakowski, biskup Michał Ignacy Kunicki.
W kościele znajdowało się 5 ołtarzy:
- główny, złocony, z obrazem Przemienienia Pańskiego,
- św. Mikołaja,
- Najświętszej Marii Panny w ołtarzu bocznym od strony północnej
- św. Katarzyny (zamiennie z obrazem przedstawiającym św. Barbarę) w ołtarzu bocznym od strony południowej,
- św. Józefa.

W 1881 Wojciech Eliasz namalował dla kościoła obraz Najświętsze Serce Pana Jezusa, który zawieszono w ołtarzu głównym zamiennie z obrazem Przemienienie Pańskie. Odnowiono również obraz św. Józefa. W 1887 zakupiono m.in. konfesjonały oraz brązowy świecznik. W czasie pierwszej wojny światowej Austriacy skonfiskowali dzwony, które zostały zastąpione nowymi w latach 1919 i 1923 ufundowanymi dzięki datkom społecznym. W tym czasie ks. Wojciech Kamusiński był proboszczem parafii i sprawował tę funkcję przez 51 lat (1917-1968).
Od 1969 następowały kolejne zmiany w dekoracji kościoła. Dzięki staraniom proboszcza Mieczysława Mądrzyka świątynia została ozdobiona witrażami oraz malowidłami ściennymi, zamontowano nowe drzwi wejściowe do kościoła i zakrystii. 6 sierpnia 1998, w 250. rocznicę konsekracji kościoła odbyła się uroczysta msza koncelebrowana przez ks. kard. Franciszka Macharskiego.

### Architektura
Kościół w Tenczynku wzniesiony został w stylu barokowym. Ufundował go August Czartoryski. Wykorzystano także fundusze zgromadzone przez ks. Krzysztofa Świąteckiego.

### Wnętrze
Wyposażenie wnętrza utrzymane jest w stylu późnobarokowym. W latach 1971-1979 w kościele wykonano szereg prac, w tym otrzymał on nową polichromię oraz witraże. Realizatorem projektu całości prac był Adam Stalony-Dobrzański, docent na Wydziale Malarstwa Akademii Sztuk Pięknych w Krakowie. Witraże wykonała krakowska firma Zarzyckich.
Na wyposażeniu świątyni tenczyńskiej znajdują się XVIII-w. ołtarze regencyjne. W ołtarzu głównym znajduje się obraz Przemienienie Pańskie, sprowadzony w 1723 przez tenczyńskiego proboszcza Krzysztofa Świąteckiego, jako wotum za ocalenie parafii podczas zarazy w 1710. Pod koniec listopada 2011 proboszcz Stanisław Salawa umieścił w prezbiterium kontrowersyjny obraz. Obok namalowanego Jana Pawła II, kilku duchownych z diecezji, samego proboszcza, umieszczono na nim również jego gosposię i kilku mieszkańców, w tym radnego i miejscowego przedsiębiorcę. Nie doszło do jego uroczystego poświęcenia zaplanowanego na 17 listopada tego samego roku, ponieważ nie zjawili się zaproszeni biskupi krakowskiej Kurii ani też miejscowi parafianie. Komisja ds. Kultu Bożego Kurii Metropolitarnej w Krakowie wydała decyzję, by trafił on do Muzeum Metropolitarnego.

### Dzwonnica
Obok kościoła stoi drewniana wolnostojąca dzwonnica, datowana na ok. 1748. Jest wzniesiona na planie prostokąta, co jest dość rzadko spotykane. Jest to obiekt konstrukcji słupowej, oszalowany pionowo deskami, z blaszanym dachem zwieńczonym hełmem. Dzwonnica znajduje się na Małopolskim Szlaku Architektury Drewnianej.